# Brandwica
Brandwica est une localité polonaise de la gmina de Pysznica, située dans le powiat de Stalowa Wola en voïvodie des Basses-Carpates.

## Notes et références

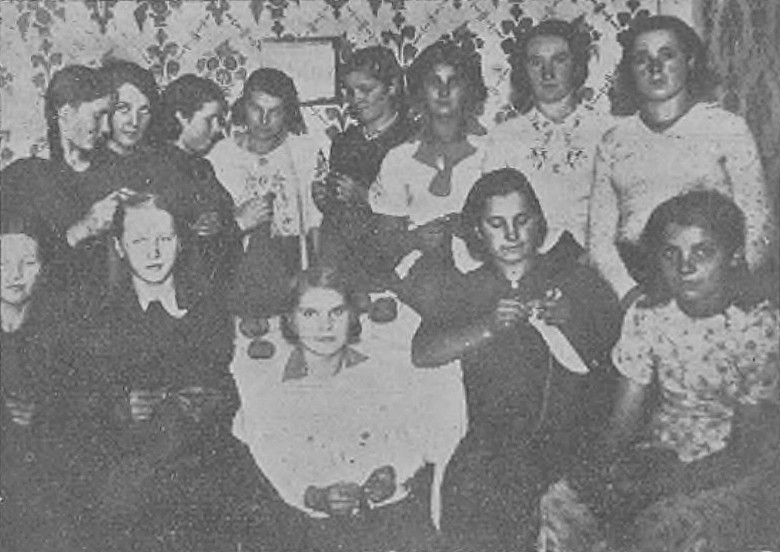
Cours de tricot à Brandwica, après 1938.